# Herrenhof
Herrenhof település Németországban, azon belül Türingiában. Lakosainak száma 713 fő (2023. december 31.). Herrenhof Leinatal községgel határos.

## Népesség
A település népességének változása:
| Lakosok száma | 767  | 760  | 733  | 726  | 713  |
|               | 2017 | 2019 | 2021 | 2022 | 2023 |